# Bolts i Blip
Bolts i Blip és una sèrie d'animació del Canadà i Corea del Sud, que es va estrenar el 2010 al canal canadenc Teletoon. Bolts i Blip es va estrenar al canal The CW en el bloc Vortexx el 13 de juliol de 2013 a les 8:30 del matí i era l'únic canal que transmetia la sèrie als Estats Units des que 3net va estrenar l'últim capítol el 12 d'agost de 2014.

## Trama
Bolts i Blip és una sèrie còmica d'aventura i acció establerta en la Lluna en 2080. Bolts i Blip són dos companys robots que accidentalment es troben a si mateixos com a membres de l'últim equip de la Lliga Lunar cridat els Thunderbolts. Amb l'ajuda dels seus companys d'equip, aquests dos amics descobreixen que són capaços en aquest circuit esportiu intergalàctic.

## Personatges
Blip (veu de Matt Murray): És el protagonista i un dels personatges principals. Blip és un Civi-Bot maldestre que tracta d'estar dins de les normes socials, però li costa adaptar-se. Ell és el millor amic i company de pis de l'excèntric Bolts, i amb freqüència ha d'arrossegar el seu amic impulsiu fora de problemes. Ell és el més madur i assenyat del duo. Ell, juntament amb Bolts es van redactar accidentalment en l'equip de la Lliga Lunar, els Thunderbolts. Ell té sentiments amorosos per Saedee, que passa la major part de la sèrie sense fer cas a les seves mostres d'afecte, mentre que de tant en tant deixa escapar possibles sentiments mutus, abans de revelar que en el final de temporada ella també estima Blip. A l'últim moment de la sèrie, el Dr. Tommy revela que ell és la seva arma secreta i té latents poders, als quals ell crida el seu "Super-mode"; en aquest estat és més alt, més fort, més ràpid i pot volar. Ell té un robot ratolí mascota anomenat Squeaker, que abans de sotmetre's a entrenament era molt violent i atacava a tots, després d'això només ataca a Bolts.
Bolts (veu de Terry McGurrin): És el segon protagonista i un dels personatges principals. Bolts és immadur, impulsiu i té un talent per ficar-se en problemes; incloent un moment en el qual es va posar sota l'enorme deute a un robot capdavanter de la màfia Vinney, després de perdre una aposta en un partit de lluita. És el bromista de l'equip i sovint fa que l'entrenador es torni boig. Va entrar una vegada en un torneig secret (i il·legal) de lluita lliure sota el nom Boltar de Foc (un joc de Bola de Foc), i ha seguit utilitzant el nom Boltar com el seu nom d'usuari. Igual que Blip que es revela que té poders latents, on els seus ulls es tornen de color vermell i guanya força monstruosa, al que crida "Malvat Bolts".
Saedee (veu de Stacey DePass): La bella heroïna Saede, que és la capità dels Thunderbolts, és un model prototip de la seva línia de producció, i com a resultat té el costum de mal funcionament, en general, que doni puntades o caigui. Com Blip sent amor per ella, els seus sentiments són mutus, però ella tracta d'ocultar això, per això fa creure que està enamorada de Tigrr Jaxxon.

## Episodis
| Temporades | Temporades | Episodis                                                                                 | Data original d'estrena                                                               | Data original d'estrena |
| Temporades | Temporades | Episodis                                                                                 | Estrena                                                                               | Final                   |
| ---------- | ---------- | ---------------------------------------------------------------------------------------- | ------------------------------------------------------------------------------------- | ----------------------- |
| 1          | 26         | 28 de juny de 2010 (Canadà) 3 de desembre de 2011 (Catalunya) 13 de juliol de 2013 (USA) | 25 de desembre de 2011 (Canadà) 2 de juny de 2012 (Catalunya) 8 de març de 2014 (USA) |                         |